# Phestinia costella
Phestinia costella är en fjärilsart som beskrevs av George Francis Hampson 1930. Phestinia costella ingår i släktet Phestinia och familjen mott. Inga underarter finns listade i Catalogue of Life.